# Chủ nghĩa xã hội Thiên niên kỷ

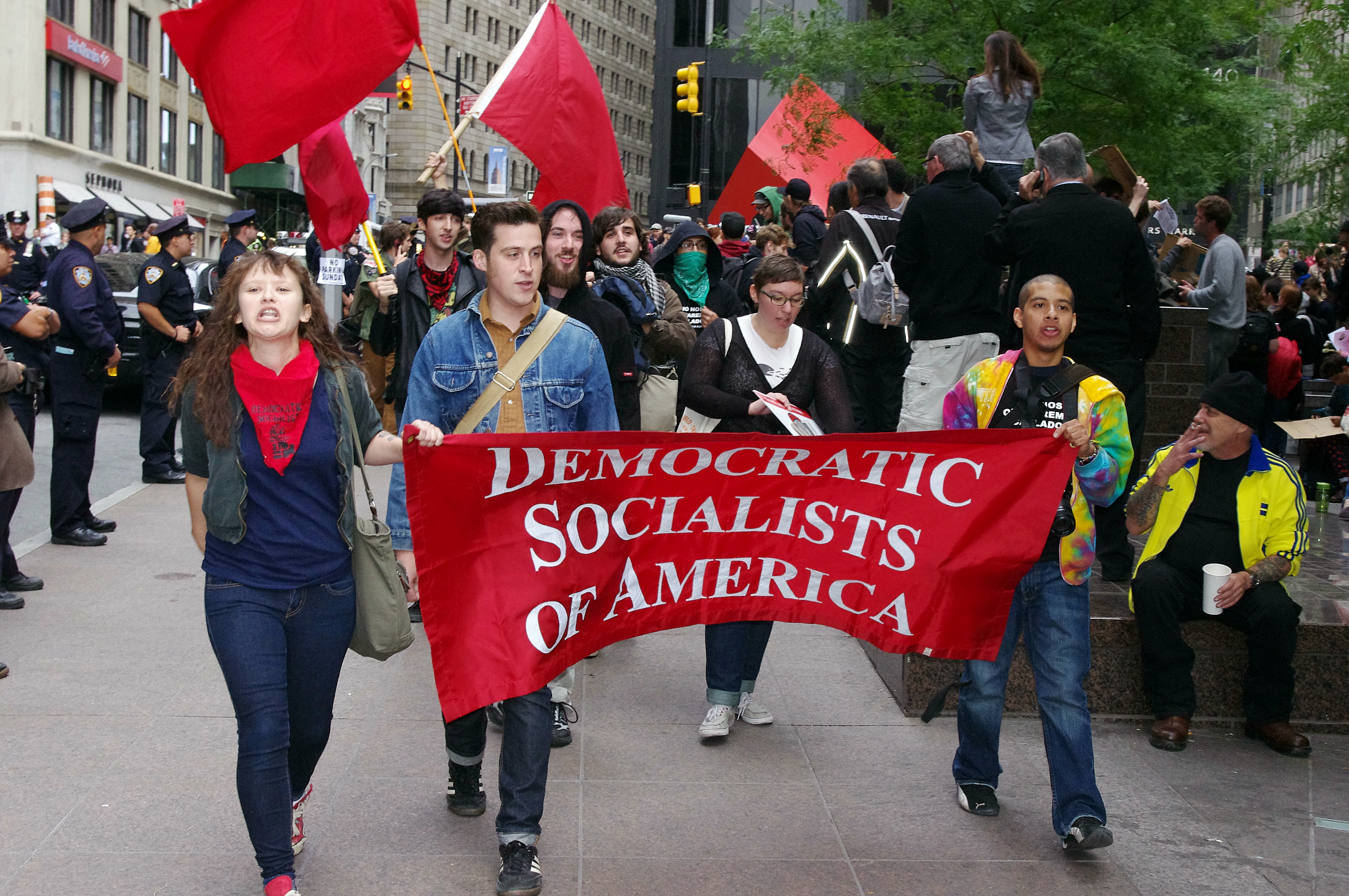
Làn sóng chủ nghĩa xã hội dân chủ tại Occupy Wall Street, 2011

Chủ nghĩa xã hội Thiên niên kỷ hay Chủ nghĩa xã hội Millennials là sự trỗi dậy làn sóng quan tâm đến chủ nghĩa xã hội dân chủ và dân chủ xã hội của người Mỹ và người Anh sinh ra vào những năm 1980 trở về sau, được gọi là thế hệ Millennials và thế hệ Z (gọi chung trong bài viết là thế hệ Millennials).

## Bối cảnh
Thế hệ Millennials và thế hệ Z tại Hoa Kỳ có xu hướng ủng hộ hệ chính trị xã hội chủ nghĩa và tái phân phối nền kinh tế nhiều hơn so với các thế hệ trước. Một số người Mỹ thuộc thế hệ Millennials thường ủng hộ các chính sách mở rộng mạng lưới an sinh xã hội, hỗ trợ giảm nợ cho sinh viên và chi phí chăm sóc sức khỏe. Trong nhiều cuộc thăm dò vào cuối những năm 2010, nhiều người Mỹ trẻ tuổi có cái nhìn chủ nghĩa xã hội tích cực và có cái nhìn tiêu cực về chủ nghĩa tư bản hơn so với các thế hệ trước đó. Theo một cuộc thăm dò năm 2021 của Axios, 49% người Mỹ từ 18 đến 34 tuổi nhìn nhận tích cực về chủ nghĩa tư bản; so với năm 2019 thì con số này là 58%. Chủ nghĩa tư bản đã ngày càng bị tách rời khỏi sự thành công của Hoa Kỳ trong thời kỳ Chiến tranh Lạnh, hình thành mối liên quan với lòng tham của các doanh nghiệp, làm trầm trọng hóa vấn đề biến đổi khí hậu và liên quan đến việc thừa kế. Các cuộc khảo sát tại Vương quốc Liên hiệp Anh và Bắc Ireland cũng có kết quả tương tự. Một số nhà bình luận và nhà nghiên cứu, như James Pethokoukis của Viện Doanh nghiệp Hoa Kỳ và Emily Ekins từ Viện Cato đã lập luận cho rằng sự ủng hộ của thế hệ Millennials với chủ nghĩa xã hội có thể được mô tả chính xác hơn là sự ủng hộ dành cho nền dân chủ xã hội, trái ngược với chủ nghĩa xã hội như quan niệm truyền thống (điển hình là kinh tế kế hoạch).
Trong lòng nước Mỹ, thế hệ Millennials trở về sau đã lớn lên giữa những cuộc thảo luận chính trị về giai cấp và sự bất bình đẳng, những người trẻ nhất trong thế hệ này cũng từng là những thanh thiếu niên có mặt trong làn sóng chiếm lấy Phố Wall vào năm 2011. Thậm chí, những người Mỹ trẻ tuổi còn đã phải đối mặt với tốc độ tăng tưởng kinh tế tồi tệ hơn so với các thế hệ trước đó bao gồm chi phí sinh hoạt, nợ nần, cơ hội nghề nghiệp và dịch vụ xã hội tệ hơn. Một báo cáo của SuperMoney vào năm 2019 đã cho thấy mức độ tăng trưởng thu nhập trung bình của thế hệ Millennials đã không thay đổi gì sau lạm phát. Những quan sát tương tự cũng đã được thực hiện đối với thế hệ này tại Anh, một cuộc khảo sát vào năm 2021 của IEA cho thấy gần 8 trong số 10 người trẻ tại Anh đã đổ lỗi cho chủ nghĩa tư bản đã không kiểm soát được là nguyên nhân gây ra tình trạng thiếu nhà ở tại Anh.

## Hoạt động bầu cử
Các chính trị gia xã hội dân chủ người Mỹ như Bernie Sanders và Alexandria Ocasio-Cortez đã nhận được sự ủng hộ rộng rãi bởi thế hệ Millennials khi 70% đã cho rằng sẽ ủng hộ một ứng cử viên xã hội chủ nghĩa. Một cuộc thăm dò của YouGov năm 2019 đã cho thấy phần lớn người được hỏi thuộc thế hệ Millennials và thế hệ Z cho rằng có khả năng bỏ phiếu cho một ứng cử viên xã hội chủ nghĩa; và các cử tri Millennials trong cuộc bầu cử sơ bộ tổng thống của Đảng Dân chủ năm 2020 đã ưa thích ứng cử viên xã hội chủ nghĩa Sanders hơn là ứng cử viên Joe Biden với khoảng 20 điểm phần trăm chênh lệch. Trong suốt những năm cuối của thập niên 2010, giới trẻ đã hồi sinh tổ chức Xã hội Dân chủ Mỹ đang già cỗi trong lòng nước Mỹ lên 100 nghìn người tham gia trên cả nước, hầu hết đều dưới 35 tuổi. Sanders và nhiều nhà xã hội chủ nghĩa thuộc thế hệ Millennials khác đã đề xuất mô hình Bắc Âu như một giải pháp thay thế, trong đó sẽ đánh thuế vào các thị trường tư bản và một phần đáng kể thu nhập sẽ tài trợ cho chính phủ.
Jeremy Corbyn của Công Đảng Anh cũng đã có tác động tích cực tương tự đối với thế hệ Millennials tại Vương quốc Liên hiệp Anh và Bắc Ireland, tuy nhiên khi ông mở rộng tăng gấp ba phần đảng chính trị để trở thành đảng lớn nhất Tây Âu thì sự tăng trưởng đó không chủ yếu do những người trẻ tuổi: độ tuổi trung bình của đảng vẫn được giữ nguyên so với trước khi mở rộng.

## Phân tích
Một cuộc thăm dò năm 2019 của Pew Research đã cho thấy thế hệ Millennials và thế hệ Z đã không tin tưởng vào người khác nhiều hơn các thế hệ trước đó, cho thấy mối quan tâm của các nhà xã hội chủ nghĩa thuộc thế hệ Millennials đối với sự can thiệp của nhà nước có thể không đến từ niềm tin vào lòng tốt của con người và lòng tin vào xã hội mà là do thiếu niềm tin vào những điều đó.
Nhà kinh tế Ed Glaeser đã cho rằng "chủ nghĩa xã hội boomer" là nguyên nhân dẫn đến sự gia tăng chủ nghĩa xã hội ở thế hệ Millennials. Mặc dù thế hệ bùng nổ trẻ sơ sinh (baby boomer, sinh từ 1946 đến 1964) có ý kiến không tán thành về chủ nghĩa xã hội, nhưng họ đã nhận được các lợi ích dân chủ xã hội như an sinh xã hội, medicare và các khoản thế chấp được trợ cấp.

## Tư liệu
- Burns, Alexander (ngày 22 tháng 7 năm 2018). "There Is a Revolution on the Left. Democrats Are Bracing". The New York Times (bằng tiếng Anh). ISSN 0362-4331. Lưu trữ bản gốc tháng 7 30, 2018. Truy cập tháng 7 29, 2018.
- "Democratic socialism surging in the age of Trump". AP News (bằng tiếng Anh). ngày 21 tháng 7 năm 2018. Lưu trữ bản gốc tháng 7 29, 2018. Truy cập tháng 7 29, 2018.
- Isaac, Jeffrey C. (ngày 30 tháng 7 năm 2019). "Millennial Socialism and Its Limits". Los Angeles Review of Books (bằng tiếng Anh). Lưu trữ bản gốc tháng 12 2, 2020. Truy cập tháng 6 19, 2021.
- Lemon, Jason (ngày 25 tháng 6 năm 2021). "Majority of Gen Z Americans Hold Negative Views of Capitalism: Poll". Newsweek. Lưu trữ bản gốc ngày 31 tháng 3 năm 2023. Truy cập ngày 27 tháng 6 năm 2021.
- Jacobson, Gavin (ngày 5 tháng 6 năm 2019). "The rise of millennial socialism". The New Statesman (bằng tiếng Anh). Lưu trữ bản gốc tháng 1 13, 2020. Truy cập tháng 4 5, 2020.
- McGreal, Chris (ngày 2 tháng 9 năm 2017). "'The S-word': how young Americans fell in love with socialism". The Guardian (bằng tiếng Anh). Lưu trữ bản gốc tháng 5 6, 2021. Truy cập tháng 6 19, 2021.
- Niemietz, Kristian (tháng 10 năm 2019). "Millennial Socialism: Same old, same old". Economic Affairs (bằng tiếng Anh). Quyển 39 số 3. tr. 424–432. doi:10.1111/ecaf.12368. ISSN 0265-0665. S2CID 211669858.
- "Out of left field: Millennial socialists want to shake up the economy and save the climate". The Economist. ngày 14 tháng 2 năm 2019. ISSN 0013-0613. Lưu trữ bản gốc tháng 4 5, 2020. Truy cập tháng 4 5, 2020.
- "The fire next time: What would millennial socialists do with power?". The Economist. ngày 28 tháng 11 năm 2019. ISSN 0013-0613. Lưu trữ bản gốc tháng 4 5, 2020. Truy cập tháng 4 5, 2020.
- "The resurgent left: Millennial socialism". The Economist. ngày 19 tháng 2 năm 2019. ISSN 0013-0613. Lưu trữ bản gốc tháng 4 5, 2020. Truy cập tháng 4 5, 2020.
- Vallespín, Fernando (ngày 10 tháng 3 năm 2019). "Análisis – Socialismo milenial en EE UU". El País (bằng tiếng Tây Ban Nha). Madrid. ISSN 1134-6582. Lưu trữ bản gốc tháng 6 8, 2020. Truy cập tháng 6 26, 2020.
- Zuylen-Wood, Simon van (ngày 3 tháng 3 năm 2019). "When Did Everyone Become a Socialist?". Intelligencer (bằng tiếng Anh). Lưu trữ bản gốc tháng 5 16, 2021. Truy cập tháng 6 19, 2021.